# Logania spermacocea
Logania spermacocea är en tvåhjärtbladig växtart som beskrevs av Ferdinand von Mueller. Logania spermacocea ingår i släktet Logania och familjen Loganiaceae. Inga underarter finns listade i Catalogue of Life.